# Nordströms zwaartekrachttheorie
Nordströms zwaartekrachttheorie was een voorloper van de algemene relativiteitstheorie. De theorie is naar de Zweedse Fin Gunnar Nordström genoemd, die strikt genomen in 1912 en 1913 twee aparte theorieën heeft opgesteld. Het eerste voorstel werd al snel verworpen. Het tweede voorstel daarentegen staat bekend als het eerste voorbeeld van een meetkundige zwaartekrachttheorie, waarin zwaartekracht tot een meetkundige eigenschap in een gekromde ruimte wordt herleid.
Beide theorieën werden door experimenten ontkracht. De waarde van de eerste theorie ligt in het feit dat die aanleiding gaf tot de tweede theorie. De waarde van de tweede theorie ligt in het feit dat het een voorloper was van de huidige zwaartekrachttheorie, de algemene relativiteitstheorie, en dat het een eenvoudig voorbeeld is van een consistente relativistische zwaartekrachttheorie. Deze theorie wordt vaak als pedagogisch instrument gebruikt.